# Salome
Salome er en italiensk stumfilm fra 1910 af Ugo Falena.

## Medvirkende
- Vittoria Lepanto
- Laura Orette
- Ciro Galvani
- Achille Vitti
- Francesca Bertini